# Castelo de Eltz

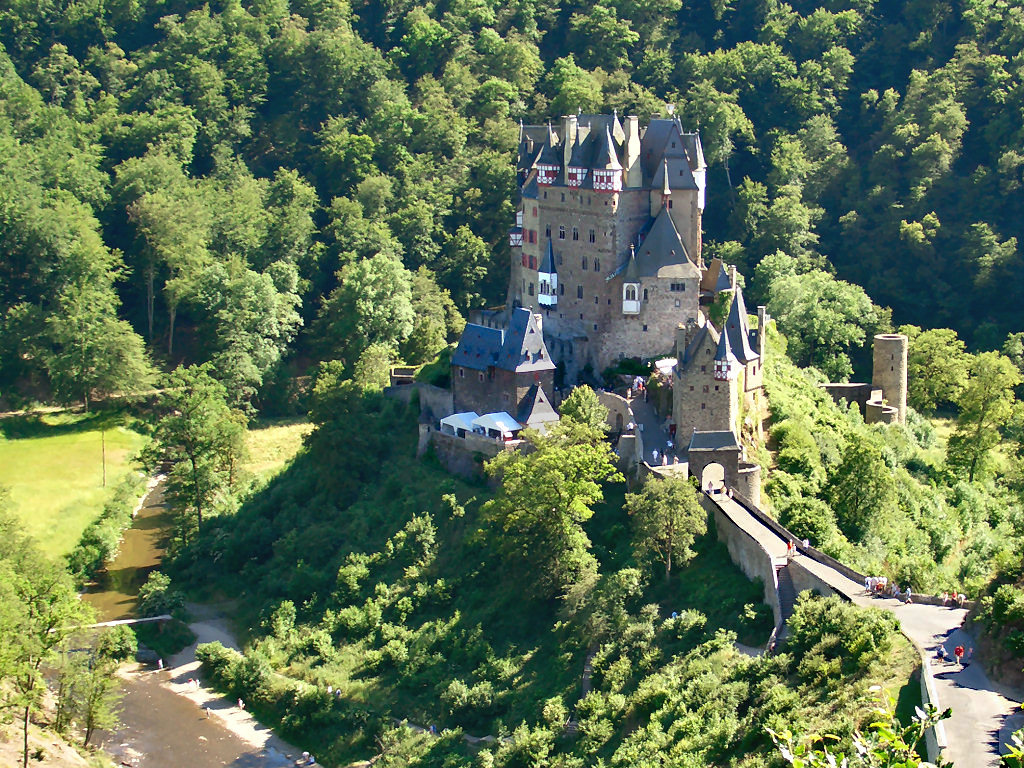
Vista geral do Castelo de Eltz

O Castelo de Eltz (em alemão: Burg Eltz), situado por trás de Wierschem e nas proximidades da cidade de Münstermaifeld, no Estado da Renânia-Palatinado, é um dos mais belos castelos da Alemanha. Está situado no vale do Elz, na separação de Maifeld com a frente do Eifel. Juntamente com o Castelo de Bürresheim, o Castelo de Eltz é a única construção na região Maifeld-Eifel que nunca foi capturada ou destruída, tendo sobrevivido intacto às guerras dos séculos XVII e XVIII, assim como às convulsões sociais causadas pela Revolução Francesa.

## História

### Importância estratégica

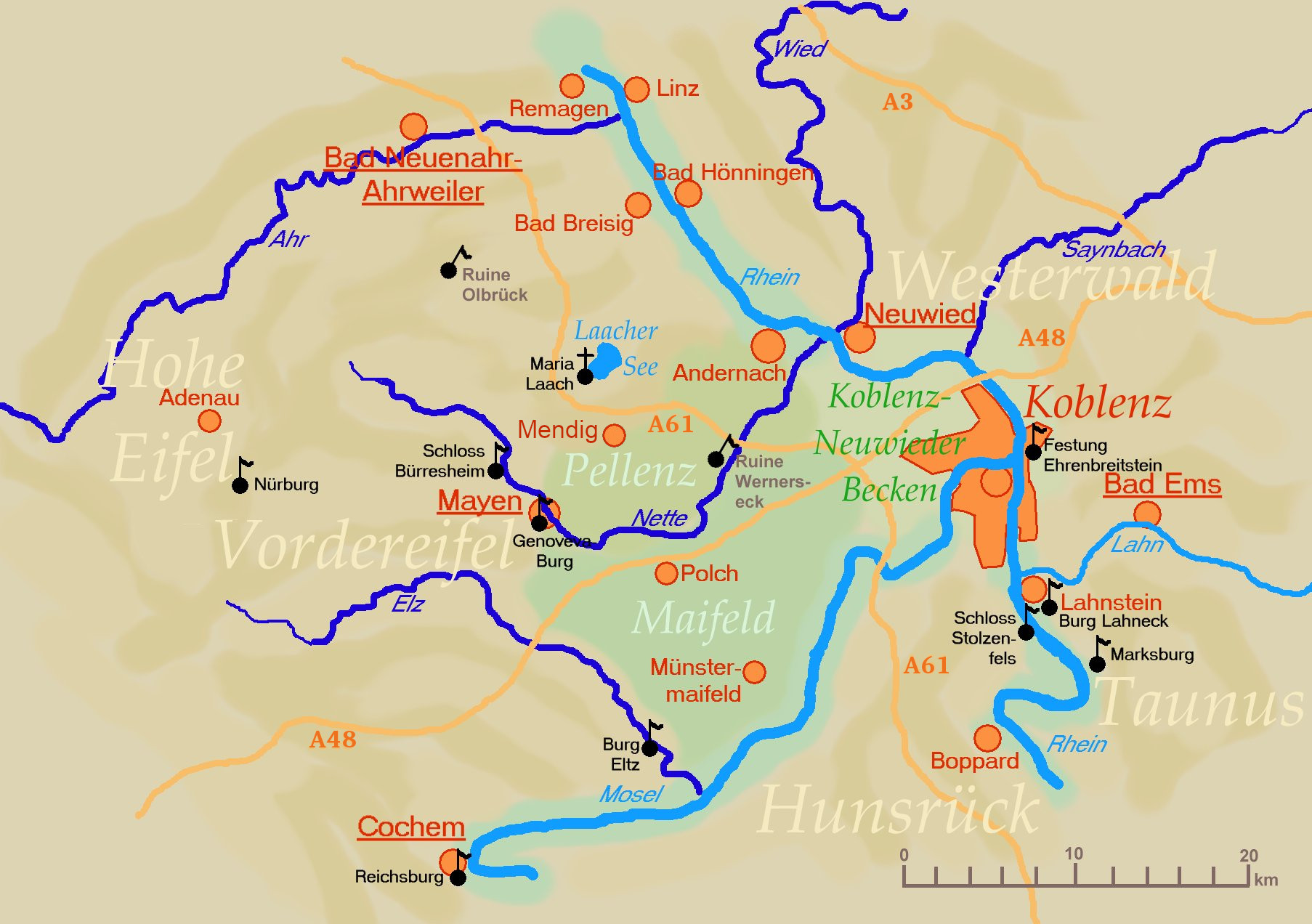
Mapa da região com a localização do Castelo de Eltz

Parece que o interesse estratégico deste local no curso inferior do Elz (ou Eltz), afluente do Mosela, terá sido um fator determinante para a construção desse primeiro castelo-forte, provavelmente no início do século XII. Foi, assim, elevado junto do referido rio — desde sempre uma das vias comerciais mais importantes — e num lugar onde o acesso ao fértil Maifeld era dos mais fáceis. A localização permitia vigiar de dois lados o acesso ao vale do Eltz, assim como a via que ligava o Maifeld ao Mosela.
O nome Eltz aparece pela primeira vez referido numa carta de doação de Frederico Barbarossa, na qual "Rudolphus de Elze" aparece como testemunha. A tardo-românica torre de menagem Platt-Eltz e vestígios das casas residenciais românicas estão preservadas até hoje.
O pico rochoso de forma elíptica, com 70 metros no seu ponto mais elevado, banhado em três lados pelas águas do Eltz, forma as fundações do conjunto do palácio fortificado que — obedecendo às contingências naturais — está construído numa planta oval. Isto causou, em parte, o esquema invulgar dos espaços individuais.

### Idade Média

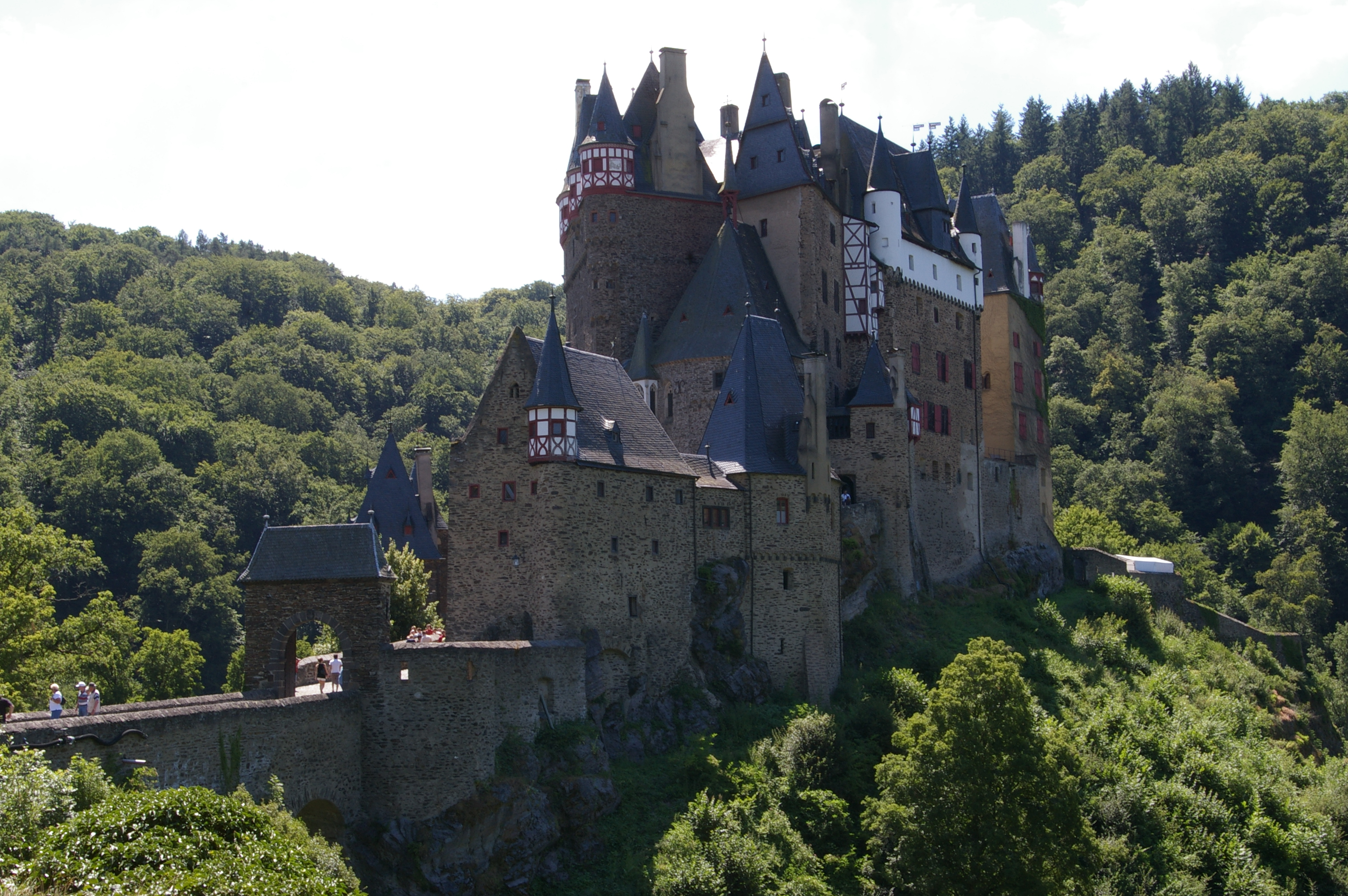
Vista exterior do Castelo de Eltz

Antes de 1268, os irmãos Elias, Wilhelm e Theoderich procederam à primeira divisão do património, ou seja, à divisão do castelo e dos domínios que dele dependiam. Foi então que apareceram três linhagens principais da Casa de Eltz, as quais tomaram os nomes dos seus brasões — Eltz do Leão de Ouro (Eltz vom goldenen Löwen — Kempenich), Eltz do Leão de Prata (Eltz vom silbernen Löwen — Rübenach) e Eltz dos Chifres de Búfalo (Eltz von den Büffelhörnern — Rodendorf) — que ainda hoje se refletem nos nomes das diferentes partes do castelo. Desde então, o Castelo de Eltz foi, tipologicamente, um castelo detido pelos co-herdeiros, onde viviam juntas várias linhagens da Casa de Eltz numa comunidade de herança e de habitação. "Cartas de paz do castelo" asseguram uma coabitação pacífica entre os co-herdeiros, fixando os seus direitos e deveres, assim como as modalidades de administração e manutenção do castelo. A mais antigas dessas cartas, que foi conservada, data do ano de 1323. Os co-herdeiros ("Ganerben", em alemão antigo "ganarpeo") são membros duma comunidade de herdeiros que co-habitam num bem herdado dividido. A comunidade "de pote e de arroto" não era a regra. Os co-herdeiros viviam separadamente com base na divisão do usufruto. 

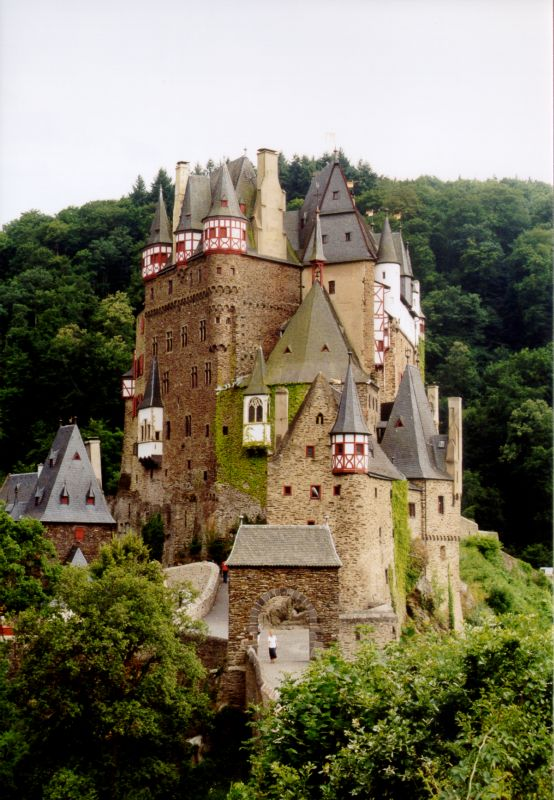
Vista exterior do Castelo de Eltz

No século XIV, o Príncipe-eleitor de Tréveris, Balduíno de Luxemburgo, tio de Carlos IV, tratou de consolidar a unidade territorial do Eleitorado de Tréveris em torno das cidades de Tréveris, Coblença e Boppard. A nobreza imediata livre opôs-se à política territorial do príncipe eleitor. Foi então que, no dia 15 de Junho de 1331, as comunidades de co-herdeiros dos Burg Waldeck, Burg Schönecken, Ehrenburg (os três situados no Hunsrück) e Castelo de Eltz concluíram uma aliança defensiva e ofensiva. Além das guarnições dos seus castelos, concordaram em levantar contra o príncipe eleitor um total de 50 cavaleiros fortemente armados. 
No mesmo ano, Balduíno tratou de esmagar esta liga de cavaleiros e mandou edificar num pico rochoso, frente ao Castelo de Eltz, um castelo de cerco, o Burg Trutzeltz (também chamado de Balduineltz, Baldeneltz ou Neueltz): uma torre de menagem de planta quadrada com dois andares, acolhendo apartamentos e — elementos característicos das pequenas fortalezas de Balduíno — com caminho de ronda, entrada em ogiva com duplo portal e liças em três dos lados. De lá, mandou bombardear o Castelo de Eltz com recurso a catapultas que lançavam bolas do género daquelas que se encontram ainda hoje no pátio interior do castelo. Com o corte das vias de acesso que permitiam o aprovisionamento do castelo, os cercados de Eltz foram obrigados a render-se após um cerco de dois anos. A capitulação dos três castelos do Hunsrück foi obtida por meios semelhantes. Em 1333, os senhores de Eltz pediram a paz. No dia 9 de Janeiro de 1336, a "Paz de Eltz" foi concluída e a "guerra de Eltz" teve fim. A aliança defensiva e ofensiva foi dissolvida e o Burg Trutzeltz permaneceu nas mãos do príncipe eleitor Balduínio que, em 1337, fez de Johann von Eltz o seu burgrave hereditário. Em 1354, o próprio Imperador Carlos IV deu o castelo em feudo ao príncipe eleitor Balduíno e confirmou a doação a Boemundo, seu sucessor. Assim, os senhores de Eltz (cavaleiros livres de nobreza imediata de origem dinástica) tornaram-se vassalos dependentes do Eleitorado de Tréveris e ficaram reduzidos a receber em feudo o Castelo de Eltz, assim como o Burg Trutzeltz, das mãos do príncipe eleitor. 

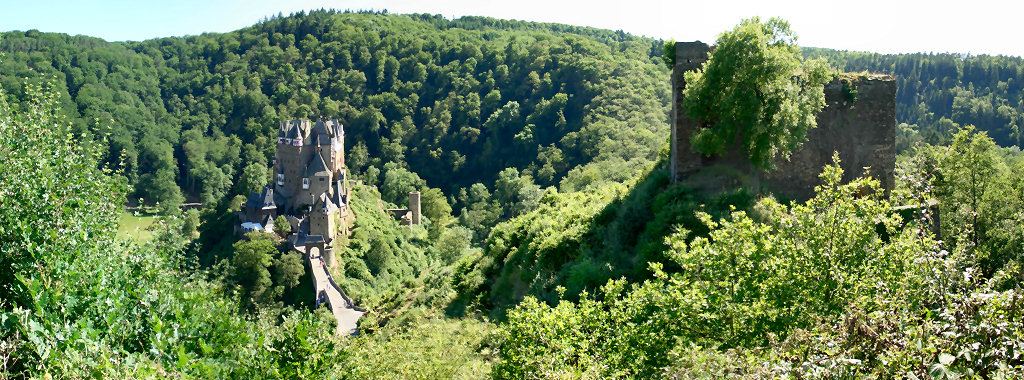
Vista do Castelo de Eltz, com as ruínas do Castelo de Trutzeltz à direita

Em toda a história do Castelo de Eltz, esta guerra permanece como o único caso militar importante.
No {séc|XV}}, seguiu-se um período de intensa atividade arquitetónica que conduziu, em 1472, sob Lancelot e Wilhelm do Leão de Prata, ao acabamento da casa Rübenach, no lado oeste (o nome Eltz-Rübenach vem do bailio de Rübenach, perto de Coblença, do qual Richard do Leão de Prata tinha feito a aquisição em 1277). 
Na diversidade arquitetónica que atinge o visitante desde a sua entrada no pátio interior, destaca-se particularmente a fachada da casa Rübenach virada para este pátio: As torretas em secções de madeira e de planta poligonal, o corpo-avançado em enxaimel, restaurado, de linha despida e severa, repousando sobre duas colunas de basalto e encimando a porta de entrada da casa e, sobretudo, o encanto do estilo final do gótico do enxaimel abrigando uma capela.

### Renascimento

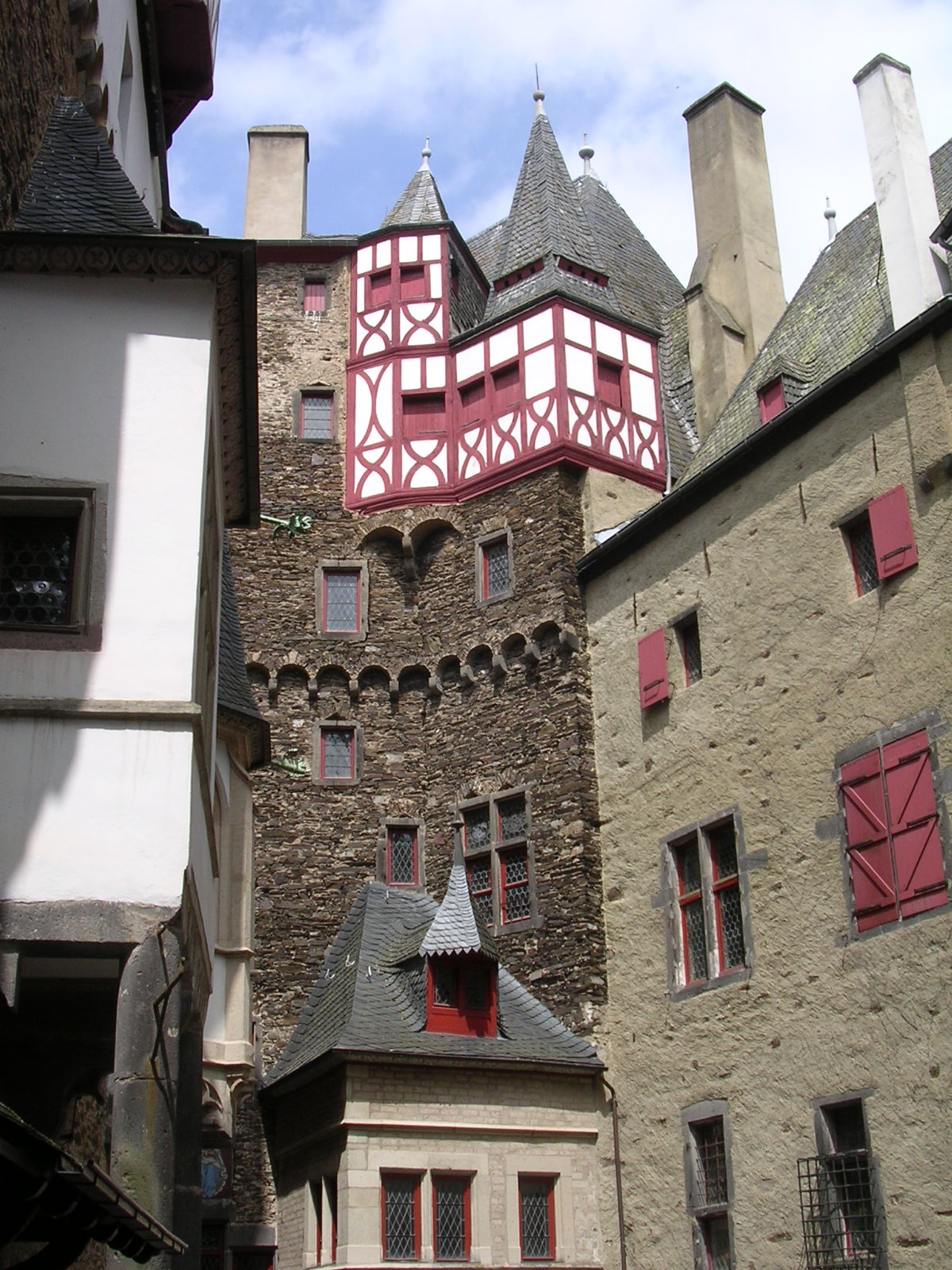
Pátio interior do Castelo de Eltz

No {séc|XVI}}, foram acrescentadas as casas Grossrodendorf e Kleinrodendorf, cuja fachada virada para o pátio é ornada por um pórtico abobadado assente sobre três pilares. O mosaico com a Nossa Senhora mesmo ao lado, inserido na parede exterior, data do último século (o nome Eltz-Rodendorf remonta ao casamento de Hans Adolf, em 1563, com Catarina von Brandscheid zu Rodendorf, casamento que lhe trouxe o Senhorio de Rodendorf, no bailio de Bouzonville, na Lorena, e do qual toma o nome). 

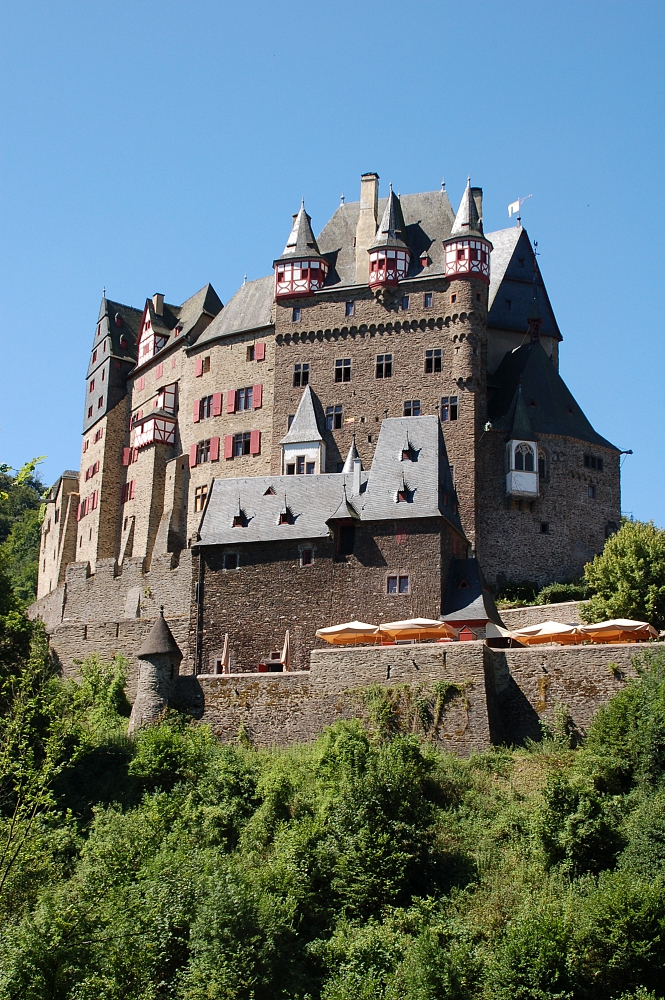
Vista exterior do Castelo de Eltz

Após a conclusão das casas Rodendorf começa a construção das casas Kempenich, que se prolongaria entre 1604 e 1661. As suas fachadas para o pátio interior contribuem para o encanto e o pitoresco do seu aspeto de conjunto devido à sua composição arquitetónica e à sua construção em secções de madeira harmoniosamente articuladas. A base da poderosa torre-escadaria de planta octogonal dá acesso a uma cisterna outrora acessível pelo pátio e assegurando uma parte importante do aprovisionamento de água. A entrada principal das casas Kempenich é abrigada por um pórtico contendo, no andar superior, uma sala em enxaimel apoiada por dois pilares octogonais em basalto. Nos arcos de pleno cimbre, ligando os pilares, encontram-se as inscrições BORGTORN ELTZ 1604 e ELTZ-MERCY, que nos informam da construção e dos iniciadores da edificação destas casas. No entanto, os trabalhos só tomaram a sua amplitude e foram acabados sob Hans Jacob von Eltz e a sua esposa, Anna Elisabeth von Metzenhausen, facto comemorado pelas chaves da abóbada em aresta encimando o pórtico (1651), As chaves de abóbada que ali se encontram, carregando as armas dos Eltz e dos Metzenhausen, sob a forma de esplêndidas armas de aliança barrocas esculpidas no arenito, abaixo da janela central do enxaimel, datam de 1661. Essas mesmas armas ornam igualmente o enxaimel das janelas em ferro forjado na sala do rés-do-chão da casa Kempenich, assim como um brasão no gradeamento do pátio.

### Período da Guerra da Sucessão do Palatinado até ao domínio francês
Entre 1688 e 1689, no decorrer da Guerra de Sucessão do Palatinado, uma grande parte dos castelos do Reno foi destruída. No entanto, Hans Anton zu Eltz-Üttingen, oficial superior do exército francês, conseguiu evitar a destruição do Burg Altz.
O Conde Hugo Philipp zu Eltz foi tratado como emigrante durante o domínio francês sobre o Reno, entre 1794 e 1815. Os seus domínios na região e nas proximidades de Tréveris foram confiscados. O Castelo de Eltz e os bens com ele relacionados foram colocados sob o comando de Coblença.
Mais tarde, quando se descobriu que o Conde Hugo Philipp não tinha emigrado, mas tinha estado detido em Mogúncia, o usufruto das suas propriedades e rendas voltou para as suas mãos em 1797. Em 1815, através da compra das casas Rübenacher e dos bens dos barões de Eltz-Rübenach, passou a ser o único proprietário do Castelo de Eltz.

### Restauro noséculo XIX

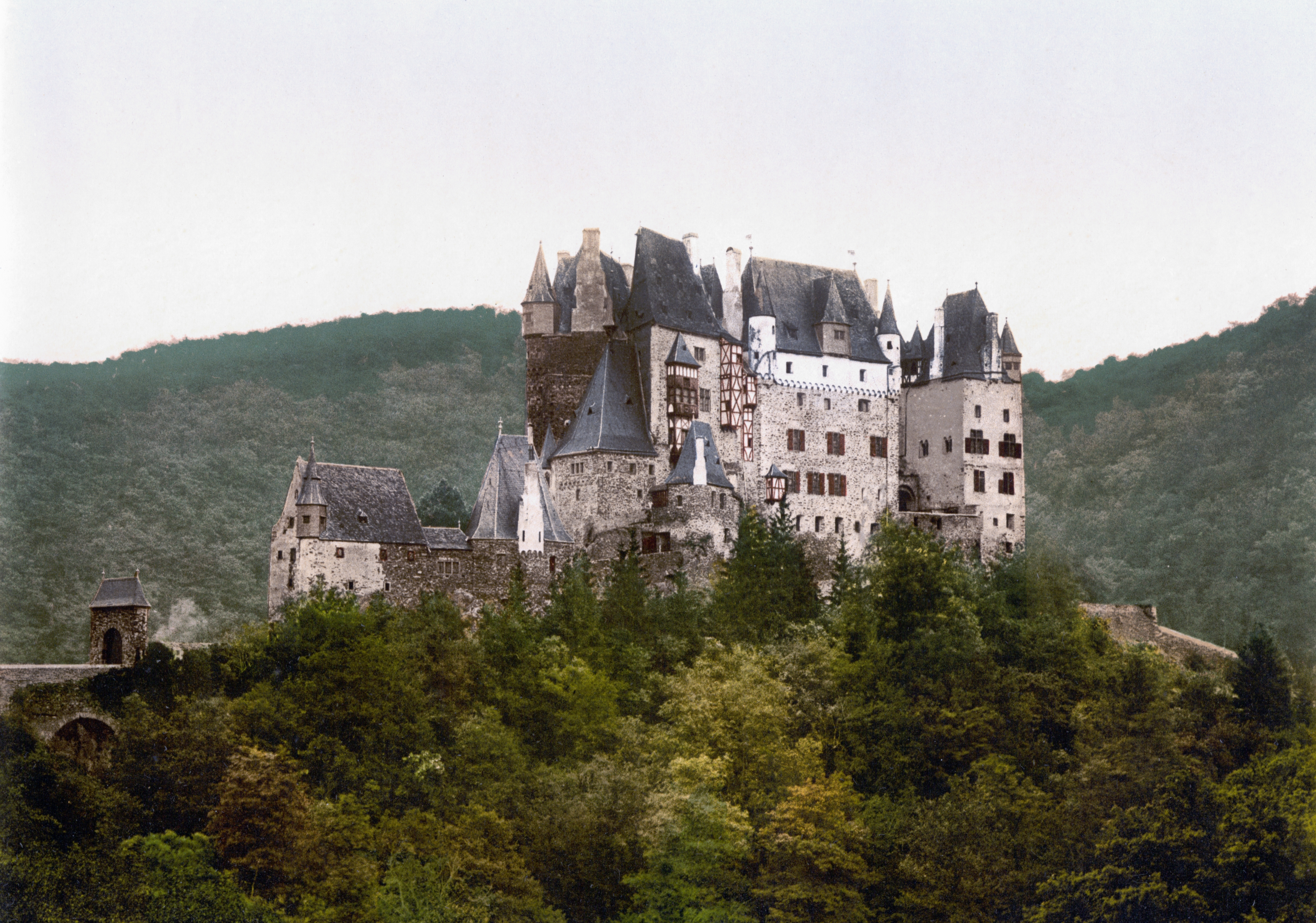
Aspeto do Castelo de Eltz em 1900

No século XIX, o Conde Karl zu Eltz empreendeu um profundo restauro do seu castelo. Entre 1845 e 1888 investiu a soma considerável de 184.000 marcos, tendo muito cuidado na execução das obras e levando em linha conta a arquitetura existente. Essa quantia corresponderá, atualmente, a cerca de oito milhões de euros.

### Incêndio noséculo XX
Um incêndio, ocorrido no dia 20 de setembro de 1920 na parte sul das casas Kempenich e que invadiu outras partes do edifício, ocasionou renovações e restauros. Ficaram particularmente destruídos a capela e o arquivo situado por cima, o equipamento das casas Kempenich e as dez divisões superiores das casas Rodendorfer. Em 1930 concluíram-se as primeiras recuperações, na Casa Kempenich, e os primeiros restauros, na capela e na Casa Rodendorf.

### Atualidade
Nos últimos 800 anos o Castelo de Eltz permaneceu na posse da família com o mesmo nome. O atual proprietário do castelo, o Dr. Karl, Conde e Edler Herr von und zu Eltz-Kempenich chamado Faust von Stromberg, vive em Frankfurt am Main e no Eltzer Hof, em Eltville am Rhein. Este assumiu a tarefa de manter o edifício aberto ao público, de garantir a sua riqueza e de passar o castelo à 34ª geração.

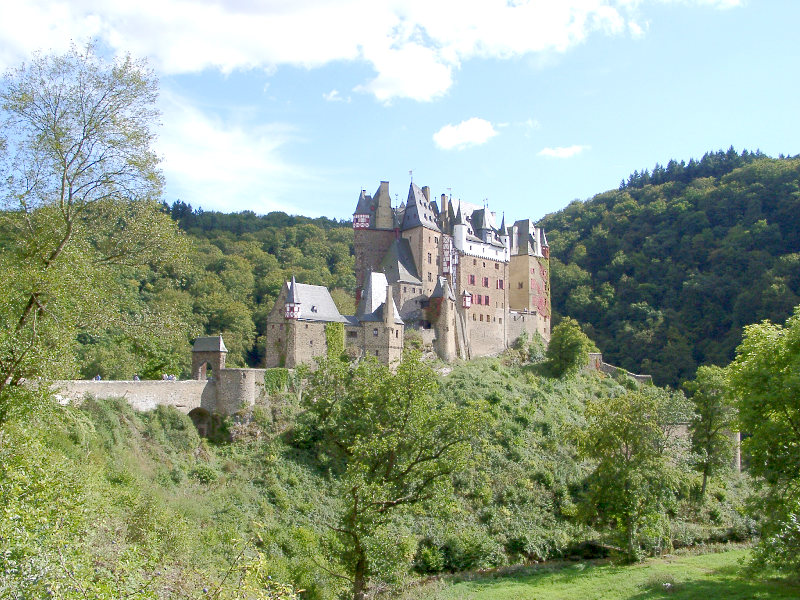
O Castelo de Eltz visto de norte
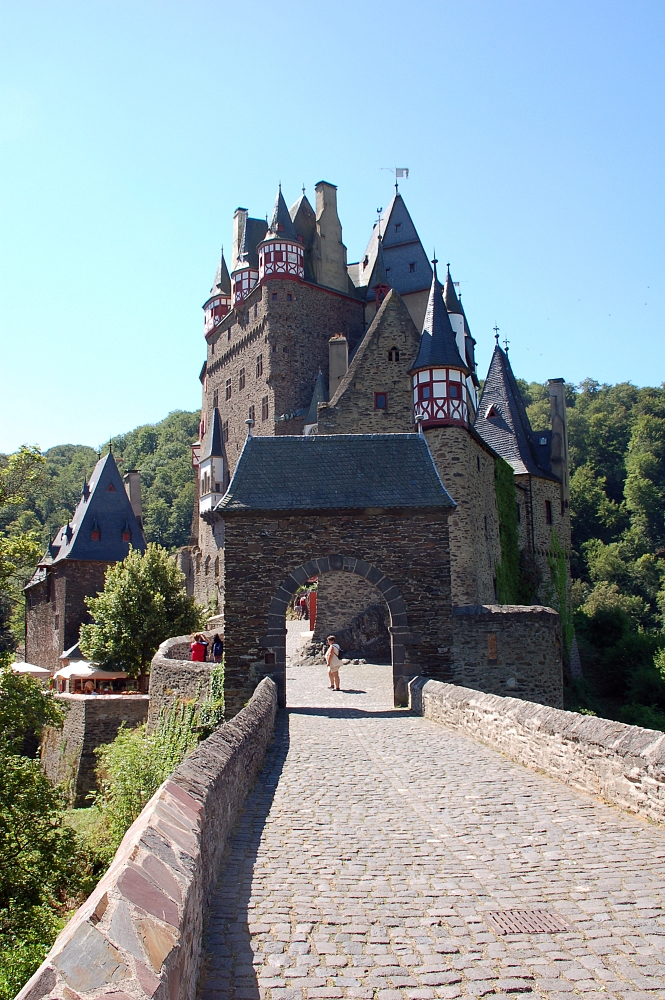
Visto de noroeste, com a entrada em primeiro plano
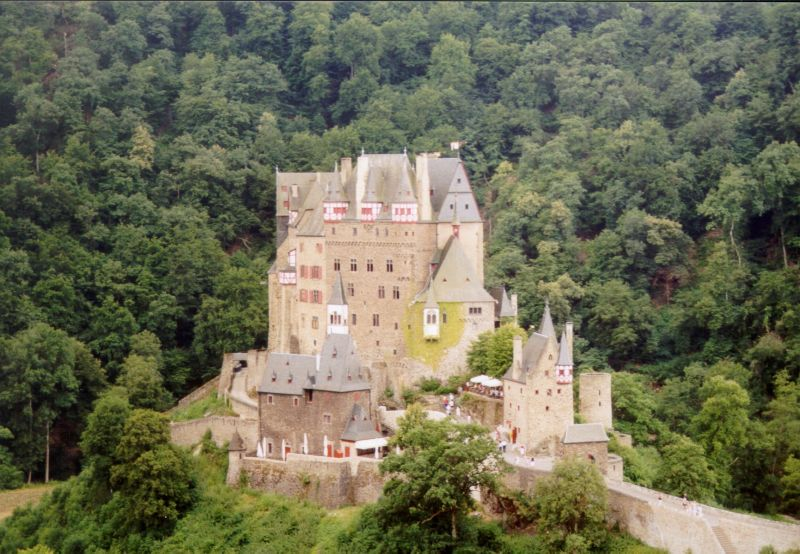
O Castelo de Eltz visto de oeste
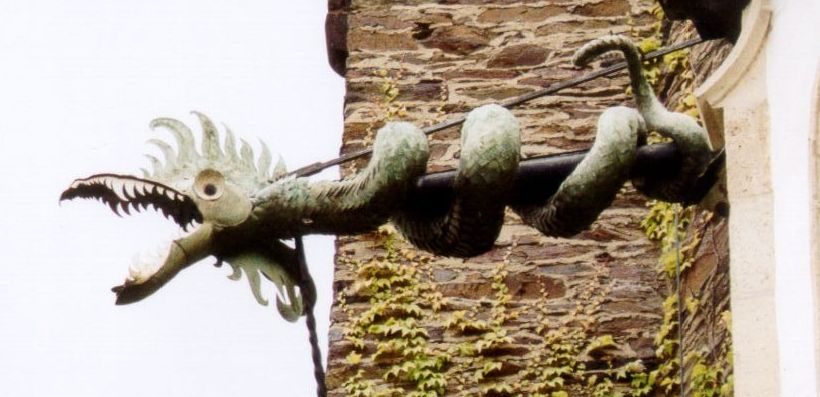
Gárgula
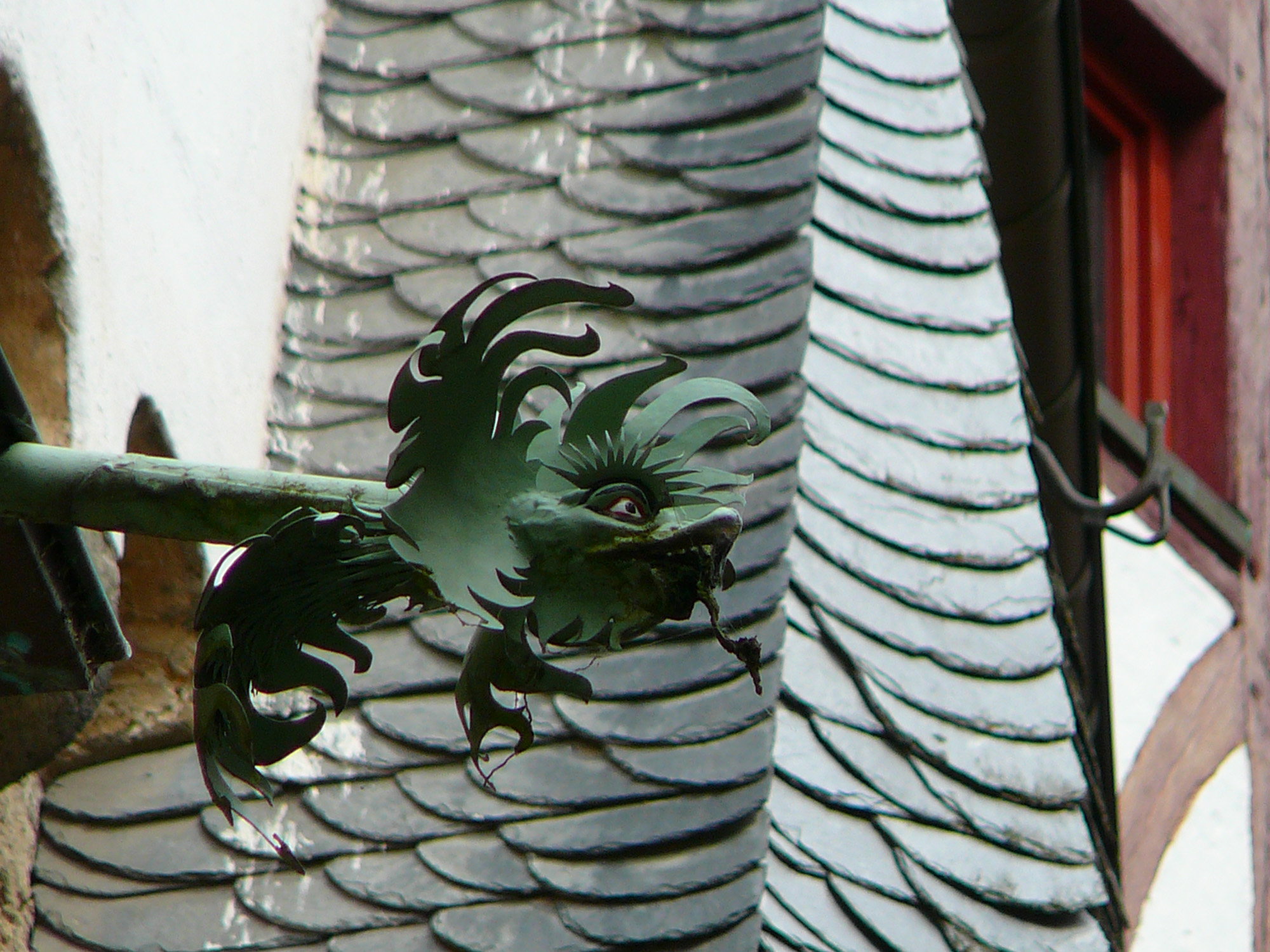
Gárgula no pátio interior

## Os Eltz
Os Eltz tiveram durante séculos uma ligação com Münstermaifeld. Os senhores de Eltz tiveram um papel ativo na gestão no final da Idade Média. Na antiga colegiada de Münstermaifeld também se encontram sepulturas de membros da família, sendo especialmente elaborados os epitáfios do casal Cuno von Eltz e Ella von Esch, duas placas em basalto com relevo. Também podem ser encontrados os túmulos de mármore de Nikolaus von Eltz e da sua esposa, Maria von Hoort, assim como um memorial em mármore ao filho de ambos, Johann Wilhelm Antonius Bertramus, Senhor de Eltz. Filhos de Eltz foram em todos os séculos clérigos da colegiada de Münstermaifeld. Lothar von Eltz, legalmente eleito Praepositus em 1268 pelo capítulo de Münstermaifeld, ficou conhecido por ter mantido uma disputa com o papa durante várias décadas. Um dos mais enérgicos stiftspröbste em Münstermaifeld foi Elias von Eltz (1331-1347).
A linhagem dos von und zu Eltz teve entre os seus membros eleitores da Mogúncia e de Tréveris e produziu, na pessoa de Jacob von Eltz (1510-1581), um dos príncipes-eleitores mais importantes da história do arcebispado de Tréveris. Este fez os seus estudos na Katholieke Universiteit Leuven, tornando-se no dia 15 de setembro de 1525 primeiro domherr (clérigo) de Tréveris e, finalmente, domdekan no dia 13 de Outubro de 1547. Também foi, a partir de 1564 reitor da Universidade de Tréveris. No dia 7 de Abril de 1567, foi eleito príncipe-eleitor pelo capítulo da catedral, reunido na Florinskirche (Igreja de St. Florin) de Coblença. À semelhança dum bom número dos seus predecessores e de outros príncipes eclesiásticos, Jacob tinha sido consagrado sacerdote antes de entrar em funções. Tornou-se um dos principais chefes da Contra-reforma e fez da ordem dos Jesuítas o seu principal aliado na prossecução dos seus projetos. 
Outro membro importante da família Eltz que ocupou funções importantes no Eleitorado de Tréveris foi Hans Jacob von Eltz, a quem foi confiado pelo príncipe-leitor de Tréveris, no dia 15 de Junho de 1624, o marechalato hereditário e, assim, o comando dos corpos de cavalaria e o comando-em-chefe em tempos de guerra. 
Os Eltz desempenharam um papel de primeiro plano e tiveram acesso ao poder não sé em Tréveris mas também na Mogúncia. No dia 9 de Junho de 1732, Philipp Karl von Eltz foi eleito príncipe-eleitor por unanimidade pelo capítulo da Catedral de Mogúncia. As suas funções fizeram dele o chefe espiritual e o príncipe eclesiástico mais poderoso a norte dos Alpes. Primeiro personagem da Igreja alemã, vinha logo a seguir ao papa pela sua posição. Na qualidade de Grande Chanceler do Império, presidia à dieta de Ratisbona, onde era a personalidade mais importante a seguir ao imperador. Em Frankfurt, Philipp Karl apelou aos outros oito príncipes eleitores que emitissem os seus votos antes de dar ele próprio a sua voz, o nono e decisivo voto. 
O proprietários da Casa de Eltz foram muito importantes, em particular nos eleitorados de Tréveris e da Mogúncia. Os domínios da família perto de Coblença, Tréveris, Boppard, Würzburg, Mogúncia e Eltville am Rhein, indicam os pontos de concentração dos interesses dos Eltz. Em 1736, a família fez a aquisição, por 175.000 florins renanos, do senhorio de Vukovar, não muito afastado de Belgrado. De longe a propriedade mais importante da família, este senhorio foi, de meados do século XIX até à expulsão violenta em 1944, o domicílio principal dos Eltz do Leão de Ouro que, depois da Segunda Guerra Mundial passaram a viver no Eltzer Hof em Eltville am Rhein (a partir do século XVI, esta linha principal da Casa de Eltz ostenta igualmente o nome Eltz-Kempenich).

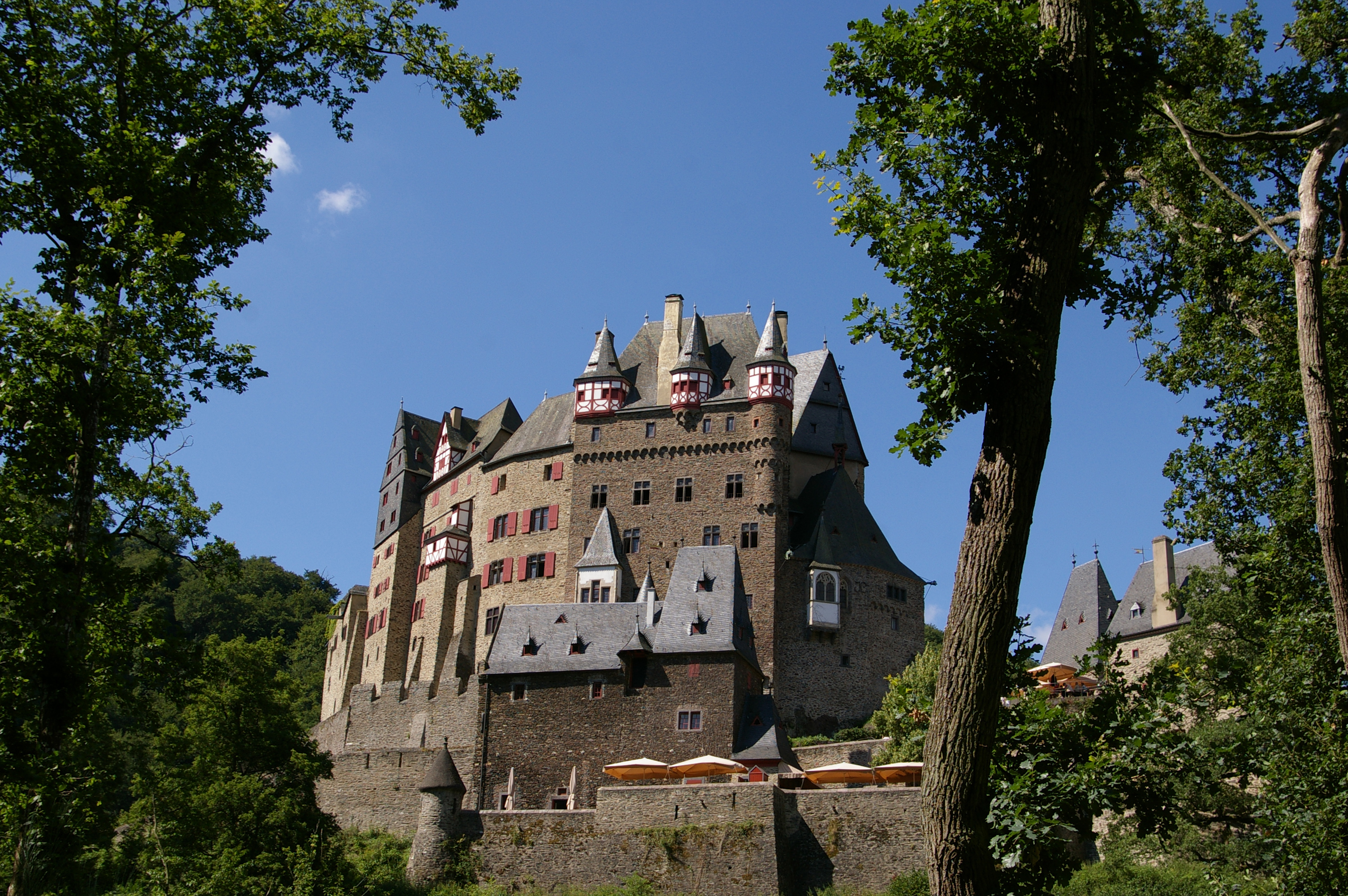
O Castelo de Eltz visto do vale

Em 1733, em Viena, o Imperador Carlos VI concedeu à linhagem do Leão de Ouro o título de conde do Império devido aos serviços prestados durante a época torbulenta da Reforma e nas guerras contra os turcos. Por outro lado, deu-lhes o privilégio de enobrecer em nome do Imperador, de nomear notários, de legitimar os filhos naturais, de conceder armas com escudo e crista, de nomear secretários e juízes e de libertar os servos.
O Castelo de Eltz é um dos raros castelos renanos nunca destruídos pela violência. Graças a uma diplomacia hábil, praticada em particular pela Casa de Eltz-Bliescastel-Braunschweig, a única linhagem protestante, foi possível atravessar sem danos as turbulências da Guerra dos Trinta Anos. Dirante a Guerra de Sucessão do Palatinado (1688-1689), no decorrer da qual um grande número de castelos renanos foram destruídos, Johann-Anton von Eltz-Uettingen, oficial dos exércitos franceses, conseguiu preservar o Castelo de Eltz da destruição. 
Aquando da ocupação da região renana pelos franceses (1795-1815), considerado como emigrante, o Conde Hugo Philipp viu confiscados os seus domínios no Reno e no Eleitorado de Tréveris. Ele próprio entendeu chamar-se "cidadão Conde Eltz". O Castelo de Eltz, e todas as suas dependências, foram colocadas sob a dependência da praça de Coblença. Posterioemente, descobriu-se que o Conde Hugo Filipe não tinha emigrado, mas estava preso em Mogúncia e, em 1797, recuperou o gozo dos seus bens e das suas rendas. Em 1815, tendo adquirido a casa Rübenach e as propriedades rurais do Barão de Eltz-Rübenach, o Conde Hugo Philipp tornou-se no único proprietário do castelo. Com efeito, a linhagem Eltz-Rodendorf tinha-se extinguido em 1786, já tendo o seu património revertido para os Eltz-Kempenich. 
Por fim, no século XIX, no contexto do romantismo e do interesse crescente pela Idade Média, o Conde Carlos dedicou-se habilmente ao restauro do castelo familiar. Os seus trabalhos prolongaram-se durante um período que se estendeu de 1845 a cerca de 1888 e engoliram 184 000 marcos. O Conde Carlos mandou elaborar uma "História dos Senhores e Condes de Eltz" por F. w. E. Roth, obra publicada em dois volumes, em 1890, em Mogúncia. No século XIX, após a conclusão dos trabalhos de restauro, mas também antes disso, personalidades de primeiro plano visitaram o Castelo de Eltz e renderam homenagem aos esforços do Conde Carlos: só como exemplo, podem ser referidos o Imperador Guilherme II e Victor Hugo.
Depois de 800 anos, o Castelo de Eltz continua a ser a propriedade da família do mesmo nome, sendo o atual proprietário do castelo o Conde Jakob von und zu Eltz-Kempenich. Faust von Stromberg vive em Eltville am Rhein, onde a família possui, desde meados do século XVIII, uma residência e uma vinha de reputação internacional. Desde então, o castelo é habitado por administradores que carregaram, segundo as épocas, os títulos de governadores ou intendentes do castelo.

### Proprietários do Castelo de Eltz
O castelo foi sendo transmitido ao filho mais velho. O ramo dos Eltz dos Chifres de Búfalo estinguiu-se em 1440 e a sua parte na propriedade foi transferida para as duas linhagens principais que restaram. Em 1815, através da aquisição da parte dos Freiherr de Eltz-Rübenach (Eltz do Leão de Prata), a sede da família ficou na posse exclusiva da linha principal dos Condes e Edlen von und zu Eltz, chamados Faust von Stromberg (Eltz-Kempenich — Leão de Ouro). Aqui, apresenta-se a lista dos seus proprietários de forma retrospetiva:
- Karl, Conde de Eltz (Eltville, 01.05.1948)
- Jakob, Conde de Eltz (Kleinheubach, 22.09.1921 – Eltville, 10.02.2006)
- Karl, Conde de Eltz (Eltville, 17.07.1896 – 21.08.1922)
- Johann Jakob Peter August Johann-Nepomuk, Conde de Eltz (Vukovar, 13.02.1860 – Vukovar, 22.06.1906)
- Karl, Conde de Eltz cham. Faust von Stromberg (Baviera, Aschaffenburg, 29.01.1823 – Vukovar, 26.05.1900)
- Johann Philipp Jakob, Conde de Eltz cham. Faust von Stromberg (Renânia-Palatinado, Mainz-Bingen 05.05.1779 – Peste, 22.04.1844)
- Hugo Philipp, Conde de Eltz cham. Faust von Stromberg (Mogúncia 01.02.1742 – Coblença, 20.11.1818)
- Anselm Casimir Franz, Conde e Edler Herr von und zu Eltz cham. Faust von Stromberg (Coblença, 27.06.1709 – Mogúncia 25.01.1778)
- Karl Anton Ernst Damian Henrich, Conde von und zu Eltz (Kempenich 25.05.1671 – Coblença, 19.07.1736)
- Johann Jacob, Freiherr von und zu Eltz (25.01.1636 – ?)
- Johann Anton, Edler Herr von und zu Eltz (1595 – Coblença, 02.09.1671)

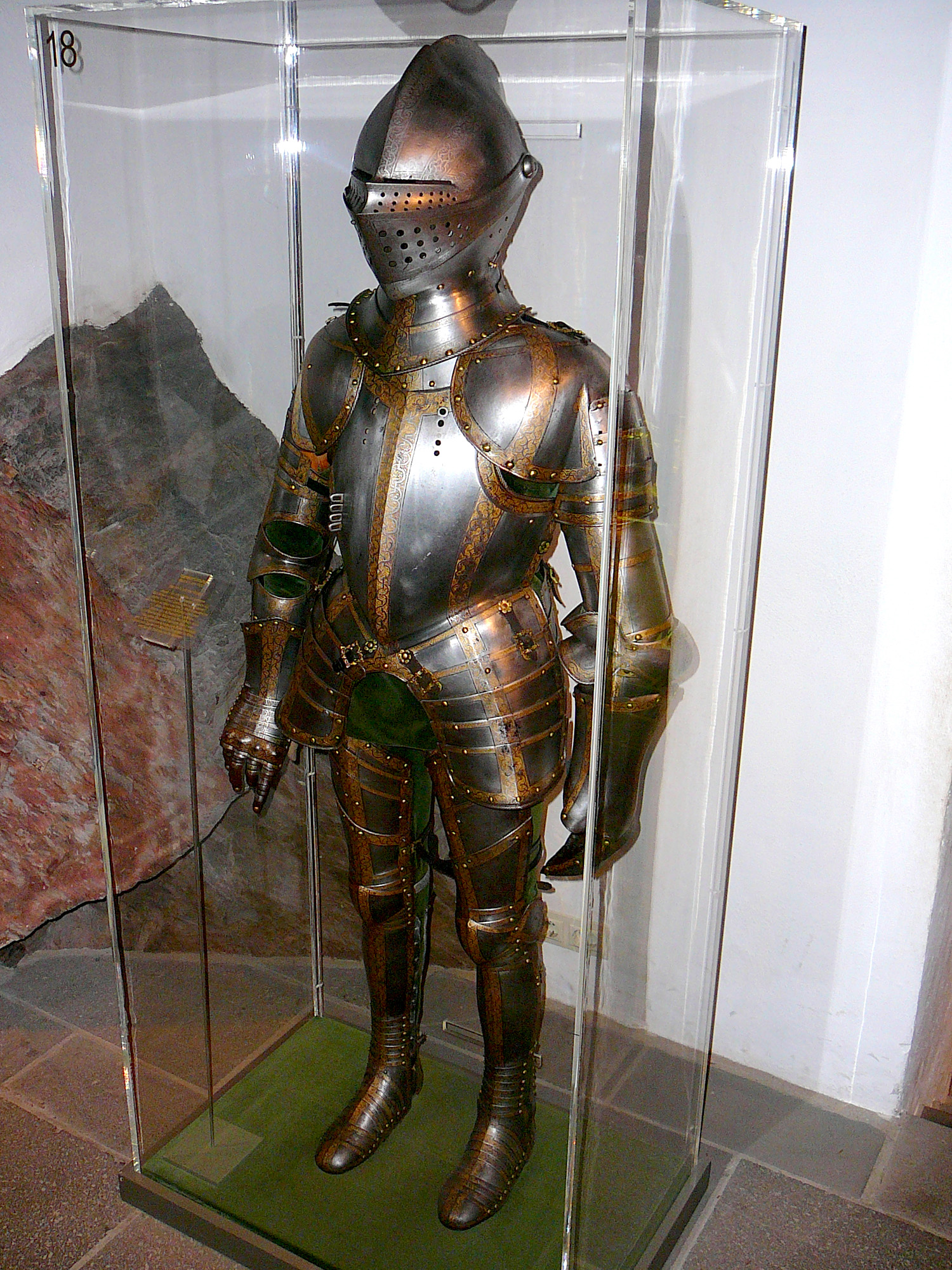
Armadura de torneio (cerca de 1500), em exposição no Castelo de Eltz

- Johann Reichard von und zu Eltz (31.05.1555 – 1606)
- Georg von Eltz (c. 1530 – 1562)
- Johann von Eltz (c. 1495 – 04.11.1547)
- Johann von Eltz (c. 1460 – 1517)
- Johann VIII von Eltz (c. 1445 – 1508)
- Johann VII von Eltz (c. 1410 – 04.12.1480)
- Richard III von Eltz (c. 1370 – 04.10.1423)
- Peter V von Eltz gen. von Isenburg (c. 1355)
- Richard II von Eltz (c. 1335)
- Peter III von Eltz (c. 1310)
- Werner von Eltz (c. 1290)
- Elias von Eltz (c. 1250)
- Peter von Eltz (c. 1210)
- Elias von Eltz
- Rudolf von Eltz

## Visita ao castelo

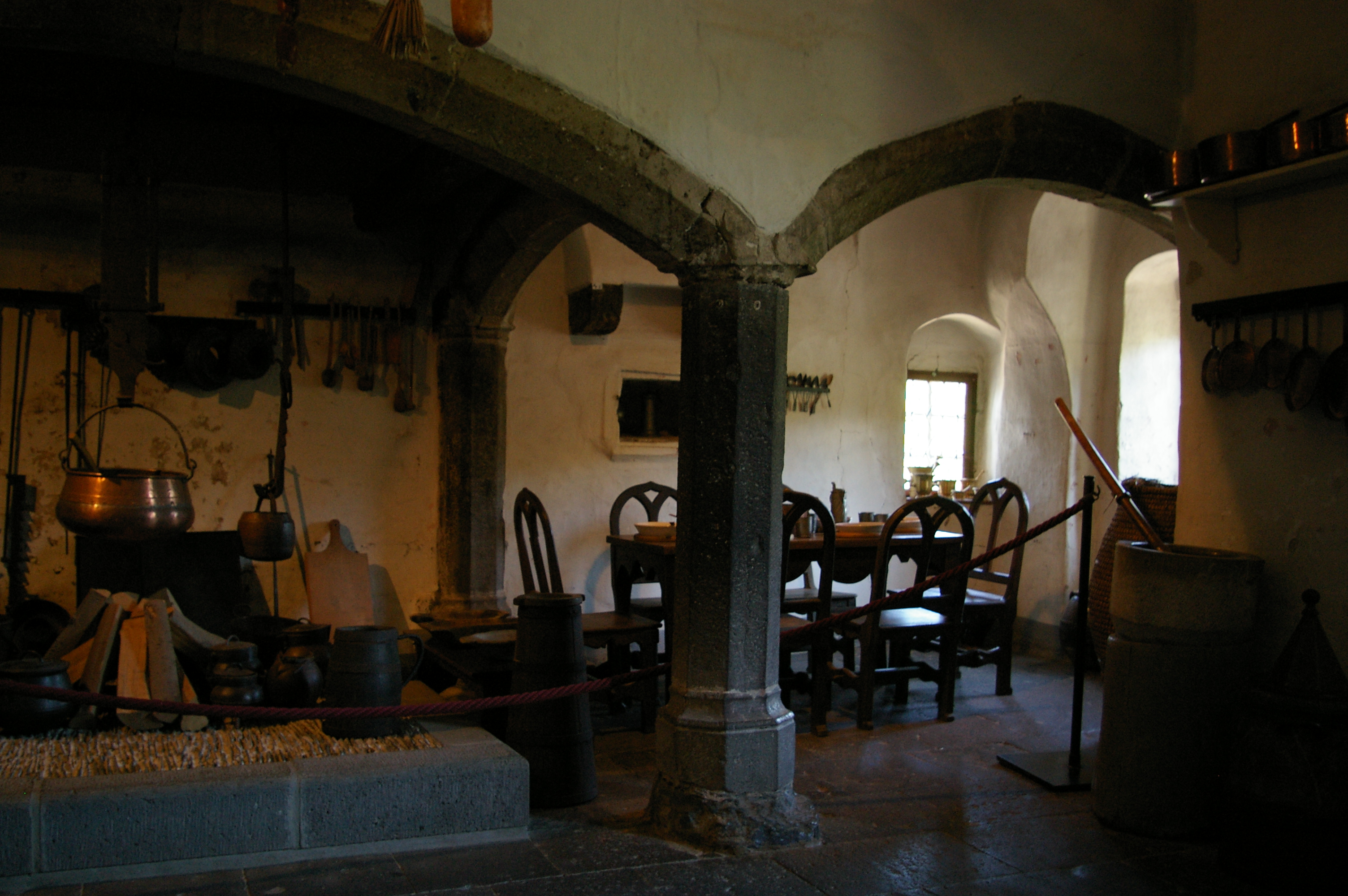
Aspeto de uma das cozinhas do Castelo de Eltz

Uma parte do Castelo de Eltz pode ser visitada durante os meses de verão. São oferecidas visitas guiadas diariamente entre 1 de abril e 1 de novembro.

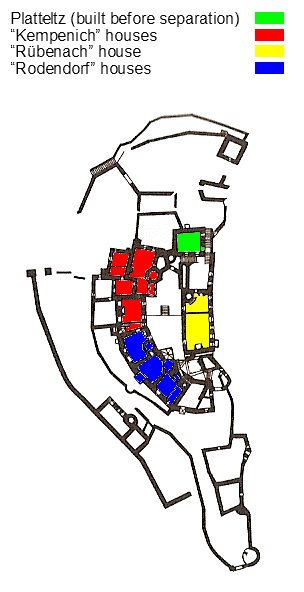
Planta do Castelo de Eltz, com a Casa Kempenich assinalada a vermelho, a Casa Rübenach a amarelo e a Casa Rodendorf a azul

Os bens da família reunidos ao longo de diferentes séculos podem ser vistos como um museu na parte aberta ao público. Por exemplo, na Casa Rübenacher está exposta uma colecção de armas organizada no século XIX, um salão e um quarto de dormir com capela saliente de 1531 e dossel de 1520. Na Casa Rodendorfer é possível visitar uma sala com lareira decorada com mobiliário barroco e rococó (o chamado Salão dos Cavaleiros, que antigamente serviu como salão de audiência e de festas aos três ramos da família), um quarto de crianças e uma das três cozinhas originais. A Casa Kempenicher está excluída da visita.
Entre os excepcionais tesouros de arte presentes no interior do castelo, inclui-se a pintura a óleo Madonna mit Kind und Weintraube ("Nossa Senhora com Menino e Uva") de Lucas Cranach, o Velho, vários quadros das escolas de pintura de Colónia e da Saxónia, uma iluminura Liber Vitae (de Michael Pacher ou atribuída à sua escola) e tapeçarias flamengas dos séculos XVI e XVII. Entre os acabamentos ao gosto do século XIX, conta-se um fogão de sala de majólica em cores brilhantes, de 1871 (réplica de um original de Nuremberga), abundantes colecções de porcelanas chinesas e de Delft, assim como cerâmica de Westerwald.
As obras-primas da colecção de arte, com mais de 500 peças datadas entre os séculos XII e XIX, estão expostas na "câmara do tesouro", na cave da Casa Rübenach. Os trabalhos artesanais de arte em ouro e prata incluem uma estátua de João Nepomuceno, com 1,10 metros, da autoria de Franz Christoph Mäderl (1752), Diana auf dem Hirsch ("Diana no Veado", de1600) e, ainda, muitos objetos cerimoniais e sagrados. Também se encontra ali uma importante colecção de porcelana, uma colecção de relógios do século XVI ao XVIII e um pequena colecção de vidros. Além disso, se mostram diversas curiosidades, como o Dukatenscheißer, o Ungeheuer (monstro) e o Völlerei von der Trunksucht befördert ("a gula provocada pelo alcoolismo"), que serviram como vasos e recipientes.

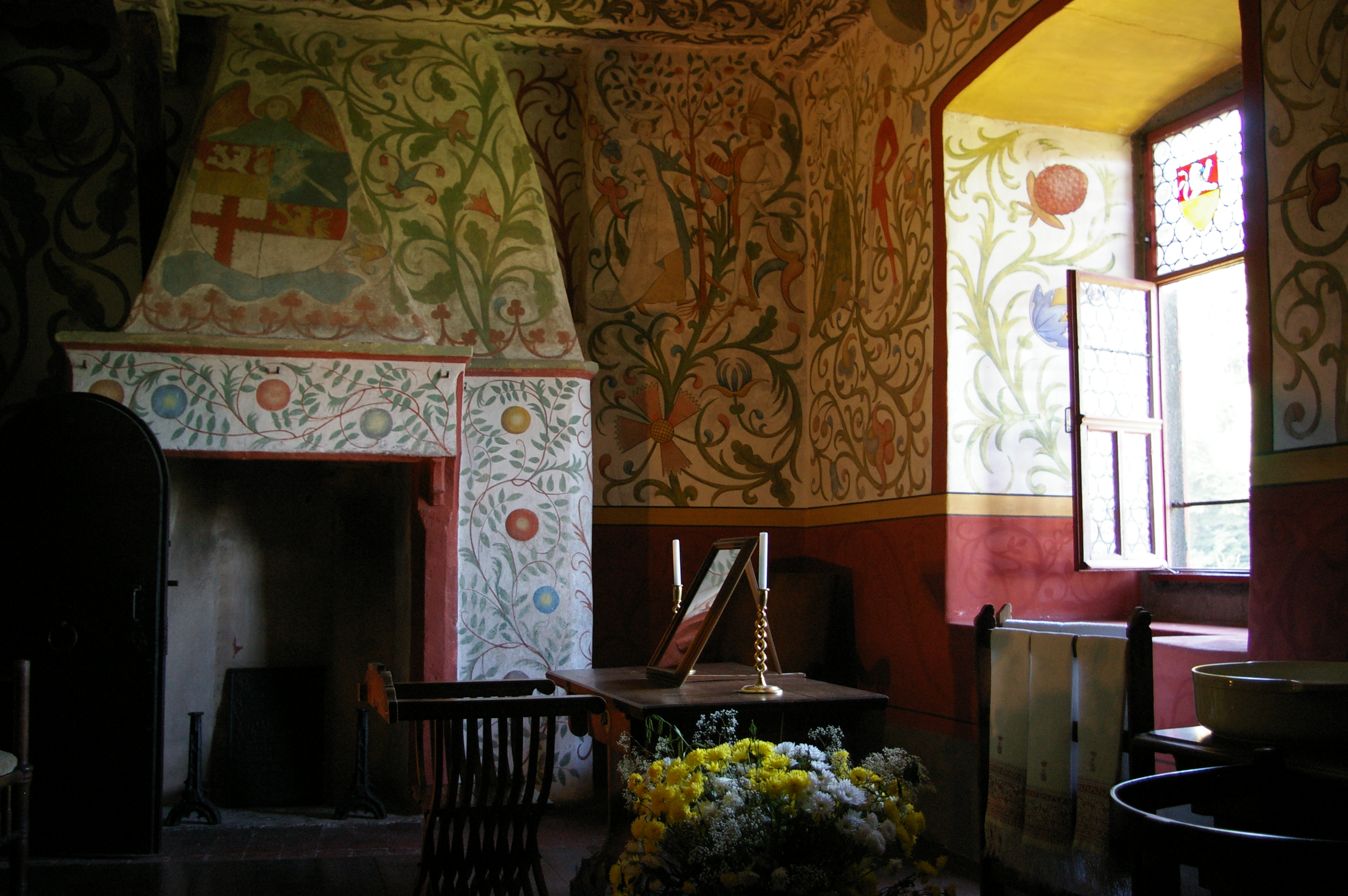
Quarto
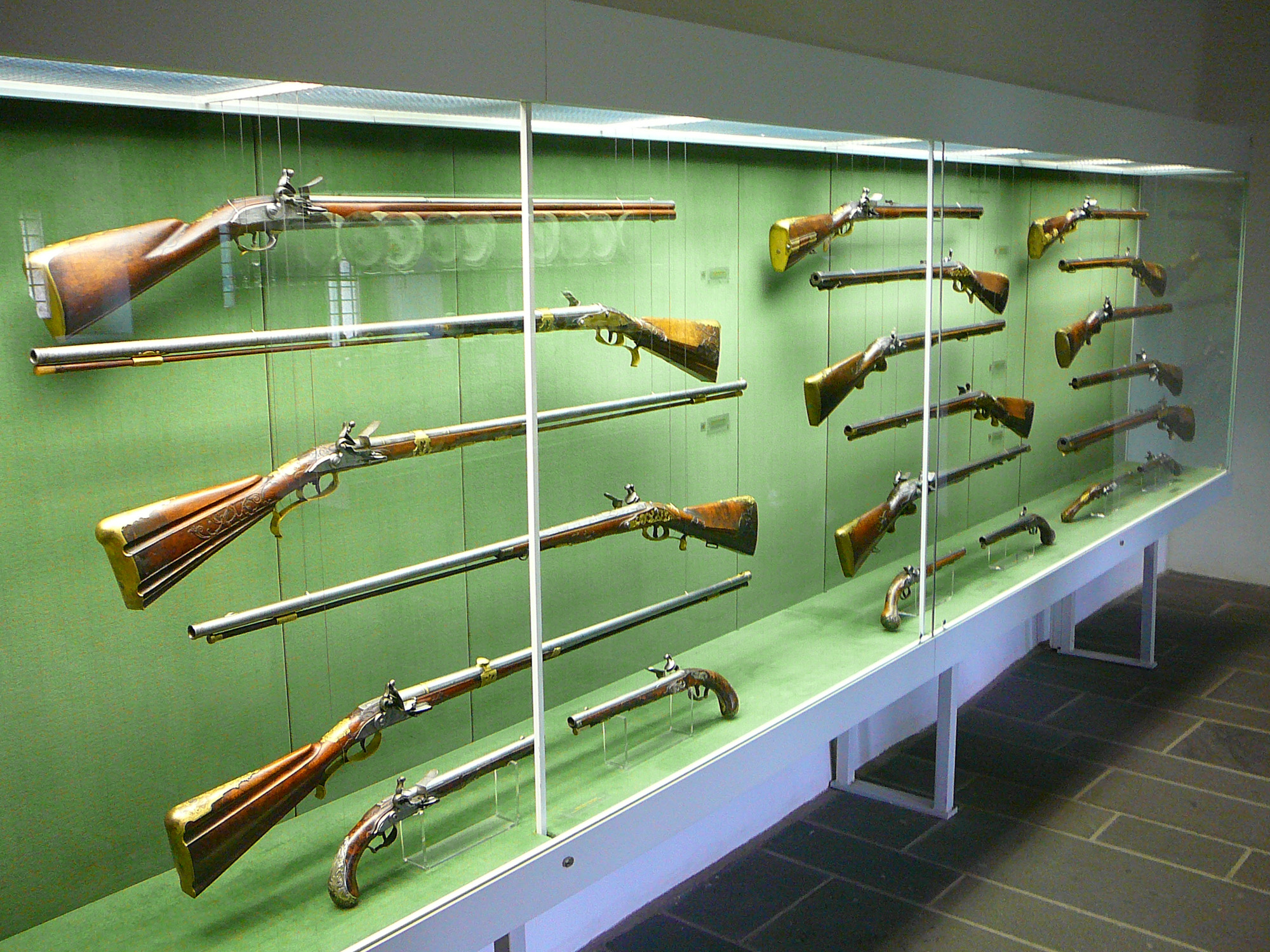
Colecção de armas
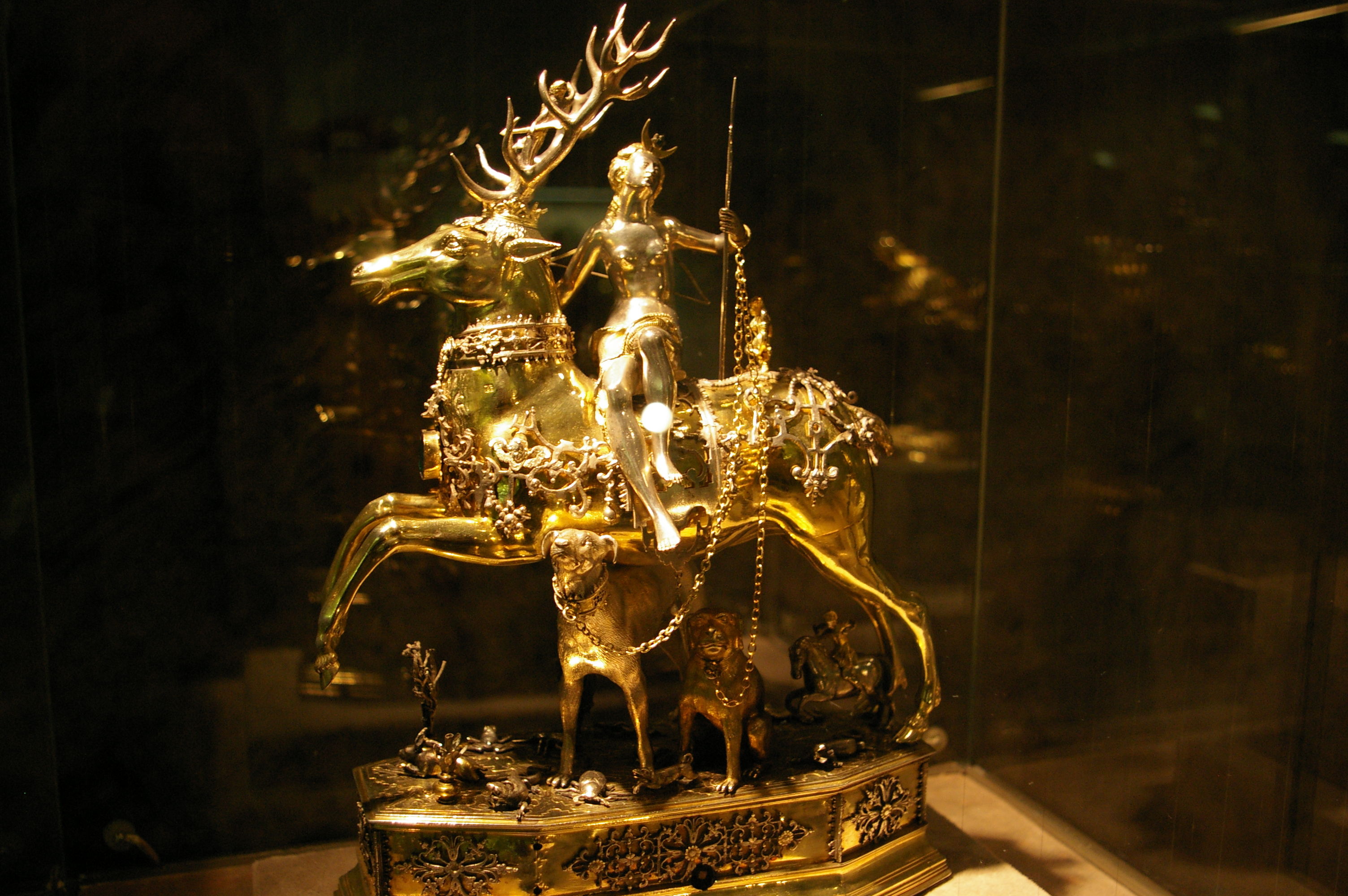
Peça exposta na câmara do tesouro
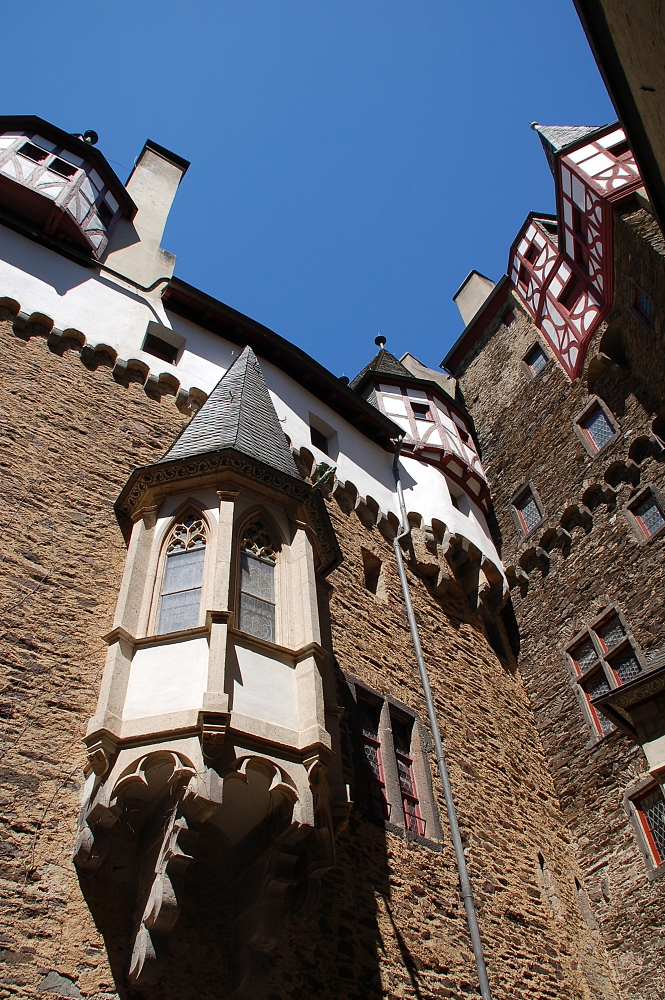
Detalhe do pátio interior

### Colecções de arte da família croata
Em 1991, o Dvorac Eltz, um palácio da família Eltz, construído pelo príncipe-eleitor da Mogúncia Filipe Carlos de Eltz, que se localiza em Vukovar, no leste da Croácia, foi bastante danificado no decorrer da Guerra de Independência da Croácia. Na posse da família ficaram apenas alguns tesouros que não tinham sido expropriados em 1945, como por exemplo um serviço de mesa produzido na Porzellanmanufaktur Augarten (fabrico de porcelana de Augarten) que se encontra exposto na câmara do tesouro do Castelo de Eltz.

## Factos diversos
- Na penúltima série marcos alemães produzida, a nota de 500 marcos tinha a imagem do Castelo de Eltz representada na parte de trás.
- Em 1977, quando o Deutsche Bundespost (correio federal) lançou a série de selos postais sobre castelos e palácios, o Castelo de Eltz estava representado no selo de 40 pfennigs.
- A placa com o nome do Castelo de Eltz é usada no catálogo de sinais do código da estrada como exemplo da sinalização rodoviária nº386 — "informações turísticas".
- Em 1984, o autor de banda desenhada Roger Leloup situou a acção inicial do seu álbum Le Feu de Wotan (O Fogo de Wotan) no Castelo de Eltz.

Selo postal de 1977 com o Castelo de EltzSelo postal de 1977 com o Castelo de Eltz
Placa do Castelo de Eltz como exemplo de sinalização rodoviária

## Literatura
- Ute Ritzenhofen: Burg Eltz, Deutscher Kunstverlag (2002), ISBN 3422062483.
- Heinrich Neu (Edit.). Die Kunstdenkmäler des Kreises Mayen. Düsseldorf 1943 (Reconstrução 1985). pp. 48–73., ISBN 359032144X.